# Tutte le ore feriscono... l'ultima uccide
Tutte le ore feriscono... l'ultima uccide (Le Deuxième Souffle) è un film del 1966 diretto da Jean-Pierre Melville, basato su un romanzo di José Giovanni.

## Trama
Dopo dieci anni di galera, il criminale Gustave "Gu" Minda riesce ad evadere dal carcere. L'uomo era un esponente di spicco della criminalità parigina, e sulle sue tracce si mettono il commissario Blot e l'ispettore Fardiano, due poliziotti dalle vedute diverse: il primo infatti cerca di comprendere i criminali, mentre il secondo è corrotto e  usa metodi poco ortodossi.
La sera stessa, grazie all'aiuto di Fardiano, i sicari del boss Joe Ricci uccidono nel suo locale Jacques "Il Notaio", rivale in affari di Ricci, sotto gli occhi della sua socia Manouche, vecchia fiamma di Gu, e della sua guardia del corpo Alban. Ad indagare è Blot che tuttavia è consapevole che gli eventuali testimoni non parleranno per via dell'omertà presente tra i criminali.
Tornati a casa, Manouche e Alban vengono assaliti da due scagnozzi di Joe, decisi a rapinarli. A salvare la situazione è l'arrivo tempestivo di Gu, che neutralizza i due criminali e gli estorce il nome del loro mandante. Lasciata Manouche, Alban e Gu uccidono nella loro auto i due sicari, poi iniziano a preparare l'omicidio di Joe, che tuttavia fallisce per via degli agenti di Blot, che indagando aveva scoperto le rivalità tra i due. Manouche organizza così la sua fuga con Gu per l'Italia, che dovrà avvenire per mezzo della barca di suo cugino Theo.
Contemporaneamente, grazie ad un informatore Paul Ricci, fratello di Joe, organizza una rapina ad un furgone portavalori, che trasporterà il 28 Dicembre del platino dal valore inestimabile. Reclutati i criminali Antoine Ripa e Pascal, a Paul serve un terzo complice, che crede di vedere in Orloff, leggendario rapinatore solitario. Questi è tuttavia restio a partecipare, e si propone di trovare lui stesso il quarto uomo.
Parlando con l'amico Theo, Orloff  viene a conoscenza della fuga di Gu e gli propone di prendere il suo posto nella rapina. Pur restio ad uccidere le due guardie del furgone portavalori, Gu è tuttavia allettato dai soldi che potrebbe ottenere e viene convinto definitivamente quando scopre che ad organizzare il tutto è il suo vecchio amico Paul, nonostante Manouche non sia convinta.
Il colpo va a buon fine, e i quattro si dividono, con Gu che ritorna al suo rifugio in  attesa di espatriare. Un giorno, però, mentre camuffato fa una passeggiata viene catturato da degli uomini che lo portano sulla scogliera in cui erano precipitati i due poliziotti da lui uccisi. Gli uomini dicono di essere scagnozzi dell'informatore di Paul, un potente criminale che si aspettava una parte per il colpo. Gu durante la conversazione fa inavvertitamente il nome di Paul: gli uomini si rivelano essere agenti di Blot, che ha registrato tutta la conversazione, compreso il nome di Paul: Gu era stato riconosciuto da un suo vecchio secondino del carcere e, grazie ad alcune prove, Blot ha capito che era coinvolto nel colpo.
Alla centrale viene presto condotto Paul, che è costretto ad ascoltare il nastro, pensando che il complice lo abbia tradito. Paul e Gu vengono interrogati con metodi brutali da Fardiano, che tuttavia non ottiene alcun risultato. Per ripicca, l'ispettore fa girare negli ambienti della mala la notizia che Gu sia uno spione.
L'informazione arriva anche alle orecchie di Joe, che convoca insieme a Pascal e Antoine Orloff, colpevole ai suoi occhi di aver fatto entrare nel colpo il presunto traditore. Orloff prende tempo, promettendo di indagare e di uccidere Gu nel caso la sua disonestà fosse provata. Gu nel frattempo riesce a scappare alle grinfie della polizia e a raggiungere Alban e Manouche. Tuttavia, egli non vuole abbandonare la Francia senza aver riscattato il proprio onore: rapisce così Fardiano e, dopo averlo costretto a scrivere una confessione in cui rivela le sue bugie e i suoi crimini, lo uccide.
Raggiunta Manouche, Gu viene informato da Orloff di un nuovo incontro che deve avere con Joe e i suoi ex complici. Gu stordisce quindi Orloff e decide di andare al suo posto all'appuntamento, dopo un ultimo saluto all'amata Manouche. Armato di tutto punto, il criminale uccide Joe, Pascal e Antoine, venendo però ferito da quest'ultimo. Allertata dagli spari, la polizia raggiunge l'appartamento in cui si stava tenendo l'incontro e a seguito di una sparatoria Gu viene ucciso, non prima però di aver parlato a Blot, che sa essere uomo onorevole, consegnandogli  la confessione di Fardiano e pregandolo di prendersi cura di Manouche. Uscito all'esterno, Blot si reca da Manouche per darle la notizia della morte del compagno e poi, con uno stratagemma, consegna ad un giornalista il taccuino su cui è trascritta la confessione. 